# Нормальный только я
«Нормальный только я» — российский комедийный фильм Антона Богданова. Фильм вышел в широкий прокат 2 декабря 2021 года.

## Сюжет
Действие фильма происходит в детском лагере «Красный сокол», который, ради коррупционной схемы директора, был признан аварийным. Вдруг в лагерь прибывает отряд детей с инвалидностью. Директор Игорь Новожилов использует всё, что можно, чтобы они ушли, но не выходит. И тогда по настоянию Игоря в лагерь приезжают здоровые дети из бедных семей.

## В ролях
| Актёр                | Роль                                 |
| -------------------- | ------------------------------------ |
| Антон Богданов       | Игорь, директор лагеря               |
| Ольга Лерман         | Надя                                 |
| Константин Хабенский | Виктор Рюрикович, мэр                |
| Максим Виторган      | дядя Рома                            |
| Сергей Кутергин      | Альберт Геннадьевич, старший вожатый |
| Егор Гуськов         | Костя                                |
| Софи Витаута         | Катя                                 |
| Игорь Гаспарян       | Юсуф                                 |
| Артур Новгородцев    | Артурчик                             |
| Егор Еговцев         | Мелкий                               |
| Леон Кемстач         | Пацан у ворот                        |